# Maurizio Donadoni
Maurizio Donadoni (ur. 7 stycznia 1958 w Bergamo) – włoski aktor filmowy, teatralny i telewizyjny.

## Wybrana filmografia
- 1983: Historia Piery (Storia di Piera) jako Massimo
- 1986: Kocham cię (I Love You) jako Georges
- 2008: Dzika krew (Sanguepazzo) jako partyzant Vero Marozin
- 2008: Pinokio – opowieść o chłopcu z drewna (Pinocchio) jako Ogniojad
- 2010: Samotność liczb pierwszych (La solitudine dei numeri primi) jako Umberto Della Rocca